# Lista de aeroportos internacionais
Esta é uma lista dos principais aeroportos internacionais do mundo, incluindo cidade/país onde está localizado e código IATA.

## África
- Número de aeroportos - 31 aeroportos
- País com maior número de aeroportos - Egito
- Aeroporto mais movimentado - Aeroporto Internacional de Joanesburgo
- Número de países - 17 países

## América do Norte

### Canadá
- Aeroporto Internacional Toronto Pearson - Toronto (YYZ)
- Aeroporto Internacional Montréal-Mirabel - Montreal (YMX)
- Aeroporto Internacional de Vancouver - Vancouver (YVR)
- Aeroporto Internacional de Quebec - Quebec (YQB)
- Aeroporto Internacional Ottawa Macdonald-Cartier - Ottawa (YOW)
- Aeroporto Internacional Pierre Elliott Trudeau - Montreal (YUL)
- Aeroporto Internacional de Calgary (YYC)
- Aeroporto Internacional de Halifax (YHZ)

| Continente       | Pais   | Localização | Nome                                                            | IATA |
| ---------------- | ------ | ----------- | --------------------------------------------------------------- | ---- |
| América do Norte | Canadá | Toronto     | Aeroporto Internacional Toronto Pearson - Toronto (YYZ)         | YYZ  |
| América do Norte | Canadá | Montréal    | Aeroporto Internacional Montréal-Mirabel - Montreal (YMX)       | YMX  |
| América do Norte | Canadá | Vancouver   | Aeroporto Internacional de Vancouver - Vancouver (YVR)          | YVR  |
| América do Norte | Canadá | Quebec      | Aeroporto Internacional de Quebec - Quebec (YQB)                | YQB  |
| América do Norte | Canadá | Ottawa      | Aeroporto Internacional Ottawa Macdonald-Cartier - Ottawa (YOW) | YOW  |
| América do Norte | Canadá | Montréal    | Aeroporto Internacional Pierre Elliott Trudeau - Montreal (YUL) | YUL  |
| América do Norte | Canadá | Calgary     | Aeroporto Internacional de Calgary (YYC)                        | YYC  |
| América do Norte | Canadá | Halifax     | Aeroporto Internacional de Halifax (YHZ)                        | YHZ  |

### Estados Unidos

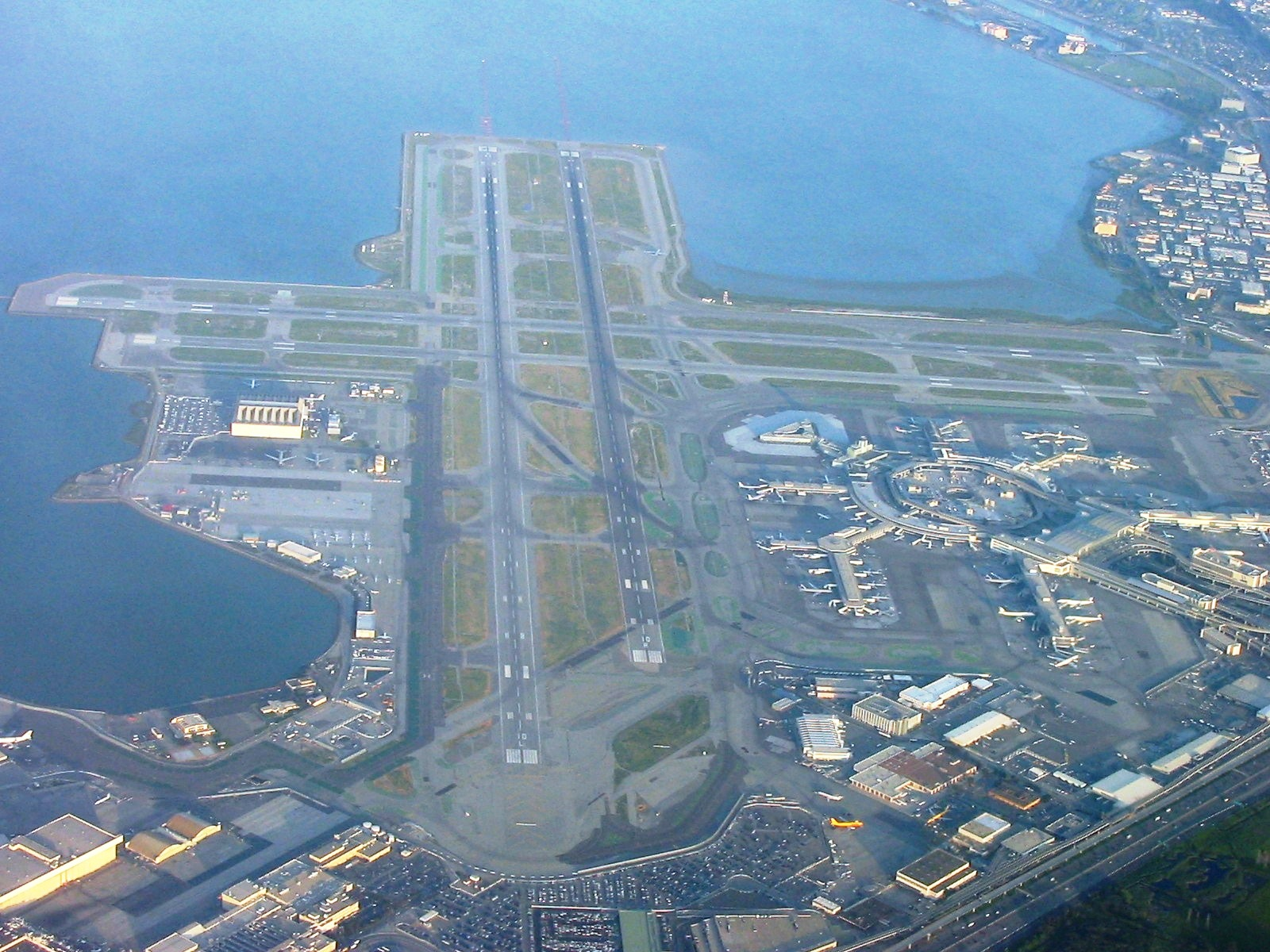
Aeroporto Internacional de San Francisco.

- Aeroporto Internacional John F. Kennedy - Nova Iorque (JFK)
- Aeroporto de LaGuardia - Nova Iorque (LGA)
- Aeroporto Internacional de Newark - Newark (EWR)
- Aeroporto Internacional Logan - Boston (BOS)
- Aeroporto Internacional O'Hare - Chicago (ORD)
- Aeroporto Internacional Washington Dulles - Washington, DC (IAD)
- Aeroporto Ronald Reagan - Washington, DC (DCA)
- Aeroporto Internacional de Atlanta Hartsfield-Jackson - Atlanta (ATL)
- Aeroporto Internacional de Orlando - Orlando (MCO)
- Aeroporto Internacional de Miami - Miami (MIA)
- Aeroporto Internacional George Bush - Houston (IAH)
- Aeroporto Internacional de Dallas-Fort Worth - Dallas (DFW)
- Aeroporto Internacional de Los Angeles - Los Angeles (LAX)
- Aeroporto Internacional McCarran - Las Vegas (LAS)
- Aeroporto Internacional de Honolulu - Honolulu (HNL)
- Aeroporto Internacional de San Francisco - San Francisco (SFO)
- Aeroporto Internacional de Seattle-Tacoma - Seattle (SEA)
- Aeroporto Internacional de Denver - Denver (DEN)
- Aeroporto Metropolitano de Detroit Wayne County - Detroit (DTW)
- Aeroporto Internacional de Lansing - Lansing (LAN)
- Aeroporto Internacional de Sky Harbor - Phoenix (PHX)
- Aeroporto Internacional Midway - Chicago (MDW)
- Aeroporto Internacional de Salt Lake City - Salt Lake City (SLC)

| Continente       | Pais           | Localização    | Nome                                                                  | IATA |
| ---------------- | -------------- | -------------- | --------------------------------------------------------------------- | ---- |
| América do Norte | Estados Unidos | Nova Iorque    | Aeroporto Internacional John F. Kennedy - Nova Iorque (JFK)           | JFK  |
| América do Norte | Estados Unidos | Nova Iorque    | Aeroporto de LaGuardia - Nova Iorque (LGA)                            | LGA  |
| América do Norte | Estados Unidos | Newark         | Aeroporto Internacional de Newark - Newark (EWR)                      | EWR  |
| América do Norte | Estados Unidos | Boston         | Aeroporto Internacional Logan - Boston (BOS)                          | BOS  |
| América do Norte | Estados Unidos | Chicago        | Aeroporto Internacional O'Hare - Chicago (ORD)                        | ORD  |
| América do Norte | Estados Unidos | Washington     | Aeroporto Internacional Washington Dulles - Washington, DC (IAD)      | IAD  |
| América do Norte | Estados Unidos | Washington     | Aeroporto Ronald Reagan - Washington, DC (DCA)                        | DCA  |
| América do Norte | Estados Unidos | Atlanta        | Aeroporto Internacional de Atlanta Hartsfield-Jackson - Atlanta (ATL) | ATL  |
| América do Norte | Estados Unidos | Orlando        | Aeroporto Internacional de Orlando - Orlando (MCO)                    | MCO  |
| América do Norte | Estados Unidos | Miami          | Aeroporto Internacional de Miami - Miami (MIA)                        | MIA  |
| América do Norte | Estados Unidos | Houston        | Aeroporto Internacional George Bush - Houston (IAH)                   | IAH  |
| América do Norte | Estados Unidos | Dallas         | Aeroporto Internacional de Dallas-Fort Worth - Dallas (DFW)           | DFW  |
| América do Norte | Estados Unidos | Los Angeles    | Aeroporto Internacional de Los Angeles - Los Angeles (LAX)            | LAX  |
| América do Norte | Estados Unidos | Las Vegas      | Aeroporto Internacional McCarran - Las Vegas (LAS)                    | LAS  |
| América do Norte | Estados Unidos | Honolulu       | Aeroporto Internacional de Honolulu - Honolulu (HNL)                  | HNL  |
| América do Norte | Estados Unidos | San Francisco  | Aeroporto Internacional de San Francisco - San Francisco (SFO)        | SFO  |
| América do Norte | Estados Unidos | Seattle        | Aeroporto Internacional de Seattle-Tacoma - Seattle (SEA)             | SEA  |
| América do Norte | Estados Unidos | Denver         | Aeroporto Internacional de Denver - Denver (DEN)                      | DEN  |
| América do Norte | Estados Unidos | Detroit        | Aeroporto Metropolitano de Detroit Wayne County - Detroit (DTW)       | DTW  |
| América do Norte | Estados Unidos | Lansing        | Aeroporto Internacional de Lansing - Lansing (LAN)                    | LAN  |
| América do Norte | Estados Unidos | Phoenix        | Aeroporto Internacional de Sky Harbor - Phoenix (PHX)                 | PHX  |
| América do Norte | Estados Unidos | Chicago        | Aeroporto Internacional Midway - Chicago (MDW)                        | MDW  |
| América do Norte | Estados Unidos | Salt Lake City | Aeroporto Internacional de Salt Lake City - Salt Lake City (SLC)      | SLC  |

### México
- Aeroporto Internacional Juarez - Cidade do México (MEX)
- Aeroporto Internacional de Cancún - Cancún (CUN)
- Aeroporto Internacional de Guadalajara - Guadalajara (GDL)
- Aeroporto Internacional de Acapulco - Acapulco (ACA)
- Aeroporto Internacional de Ciudad Obregón - Ciudad Obregón (CEN)

| Continente       | Pais   | Localização      | Nome                                                             | IATA |
| ---------------- | ------ | ---------------- | ---------------------------------------------------------------- | ---- |
| América do Norte | México | Cidade do México | Aeroporto Internacional Juarez - Cidade do México (MEX)          | MEX  |
| América do Norte | México | Cancún           | Aeroporto Internacional de Cancún - Cancún (CUN)                 | CUN  |
| América do Norte | México | Guadalajara      | Aeroporto Internacional de Guadalajara - Guadalajara (GDL)       | GDL  |
| América do Norte | México | Acapulco         | Aeroporto Internacional de Acapulco - Acapulco (ACA)             | ACA  |
| América do Norte | México | Ciudad Obregón   | Aeroporto Internacional de Ciudad Obregón - Ciudad Obregón (CEN) | CEN  |

## América Central
- Número de aeroportos - 17 aeroportos
- País com maior número de aeroportos - República Dominicana
- Aeroporto mais movimentado - Aeroporto Internacional Tocumen
- Número de países - 12 países

### Tabela com código IATA - Aeroportos da América Central
| Continente      | País                 | Localização                | Nome                                             | IATA |
| --------------- | -------------------- | -------------------------- | ------------------------------------------------ | ---- |
| América Central | Antilhas Holandesas  | Philipsburg                | Aeroporto Internacional Princesa Juliana         | SXM  |
| América Central | Antilhas Holandesas  | Willemstad                 | Aeroporto Internacional Hato                     | CUR  |
| América Central | Aruba                | Oranjestad                 | Aeroporto Internacional Rainha Beatriz           | AUA  |
| América Central | Costa Rica           | San Jose                   | Aeropuerto Internacional Juan Santamaría         | SJO  |
| América Central | Cuba                 | Havana                     | Aeroporto Internacional José Martí               | HAV  |
| América Central | El Salvador          | San Salvador               | Aeroporto Internacional de El Salvador           | SAL  |
| América Central | Guadalupe            | Basse-Terre                | Aeroporto Internacional Robert L. Bradshaw       | SKB  |
| América Central | Guatemala            | Cidade da Guatemala        | Aeroporto Internacional La Aurora                | GUA  |
| América Central | Jamaica              | Kingston                   | Aeroporto Internacional Norman Manley            | KIN  |
| América Central | Jamaica              | Montego Bay                | Aeroporto Internacional Sangster                 | MBJ  |
| América Central | Martinica            | Fort-de-France             | Aeroporto Internacional Aimé Césaire             | FDF  |
| América Central | Panamá               | Cidade do Panamá           | Aeroporto Internacional Tocumen                  | PTY  |
| América Central | República Dominicana | Puerto Plata               | Aeroporto Internacional General Gregorio Luperón | POP  |
| América Central | República Dominicana | Punta Cana                 | Aeroporto Internacional de Punta Cana            | PUJ  |
| América Central | República Dominicana | Santiago de los Caballeros | Aeroporto Internacional do Cilbao                | STI  |
| América Central | República Dominicana | Santo Domingo              | Aeroporto Internacional de Las Américas          | SDQ  |
| América Central | Trinidad e Tobago    | Port of Spain              | Aeroporto Internacional de Piarco                | POS  |

## América do Sul
- Número de aeroportos - 41 aeroportos
- País com maior número de aeroportos - Brasil, 34 aeroportos (21 ativos)
- Aeroporto mais movimentado - Aeroporto Internacional de São Paulo-Guarulhos (GRU)
- Número de países - 10 países

### Brasil
- Aeroporto Internacional Senador Nilo Coelho - Petrolina (PNZ)
- Aeroporto Internacional de São Paulo - Gov André Franco Montoro - Guarulhos (GRU)
- Aeroporto Internacional Juscelino Kubitschek - Lago Sul (BSB)
- Aeroporto Internacional Antônio Carlos Jobim - Rio de Janeiro (GIG)
- Aeroporto Internacional Eurico de Aguiar Sales - Vitória (VIX)
- Aeroporto Internacional Luís Eduardo Magalhães - Salvador (SSA)
- Aeroporto Internacional Tancredo Neves - Confins (CNF)
- Aeroporto Internacional Pinto Martins  - Fortaleza (FOR)
- Aeroporto Internacional Eduardo Gomes - Manaus (MAO)
- Aeroporto Internacional Marechal Hugo da Cunha Machado - São Luís (SLZ)
- Aeroporto Internacional Salgado Filho - Porto Alegre (POA)
- Aeroporto Internacional Gilberto Freyre  - Recife (REC)
- Aeroporto Internacional Afonso Pena - São José dos Pinhais (CWB)
- Aeroporto Internacional Val de Cans - Júlio Cezar Ribeiro - Belém (BEL)
- Aeroporto Internacional de Campinas-Viracopos - Campinas (VCP)
- Aeroporto Internacional Governador Aluízio Alves - São Gonçalo do Amarante (NAT)
- Aeroporto Internacional Presidente Castro Pinto - Bayeux (JPA)
- Aeroporto Internacional Hercílio Luz - Florianópolis (FLN)
- Aeroporto Internacional Atlas Brasil Cantanhede - Boa Vista (BVB)
- Aeroporto Internacional Alberto Alcolumbre - Macapá - (MCP)
- Aeroporto Internacional Governador Jorge Teixeira de Oliveira - Porto Velho (PVH)
- Aeroporto Internacional Maestro Wilson Fonseca - Santarém (STM)
- Aeroporto Internacional Marechal Rondon - Várzea Grande (CGB)
- Aeroporto Internacional de Campo Grande - Campo Grande (CGR)
- Aeroporto Internacional Zumbi dos Palmares - Rio Largo (MCZ)
- Aeroporto Internacional de Foz do Iguaçu - Foz do Iguaçu (IGU)
- Aeroporto Internacional de Cabo Frio - Cabo Frio (CFB)
- Aeroporto Internacional de Cruzeiro do Sul - Cruzeiro do Sul (CZS)
- Aeroporto Internacional de São Carlos - São Carlos (QSC)
- Aeroporto Internacional Plácido de Castro - Rio Branco (RBR)
- Aeroporto Internacional de Tabatinga - Tabatinga (TBT)
- Aeroporto Internacional de Parnaíba - Parnaíba (PHB)
- Aeroporto Internacional Santa Genoveva - Goiânia (GYN)[1]
- Aeroporto Internacional Comandante Gustavo Kraemer - Bagé (BGX)[2]
- Aeroporto Internacional de Ponta Porã - Ponta Porã (PMG)[3]

## Ásia

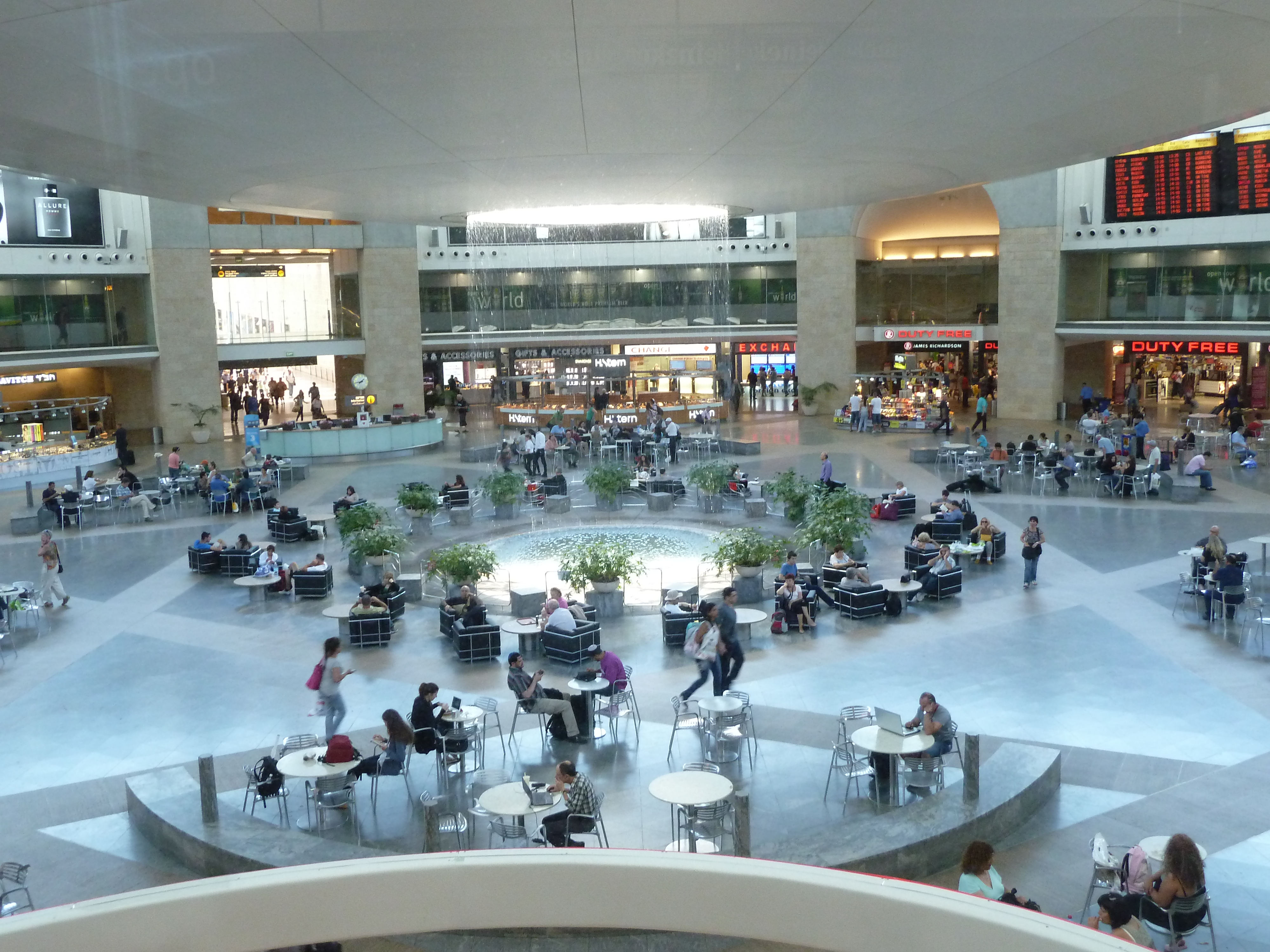
Aeroporto Internacional Ben Gurion em Israel.

- Número de aeroportos - 157 aeroportos
- País com maior número de aeroportos - China
- Aeroporto mais movimentado - Aeroporto Internacional Haneda
- Número de países - 36 países

### Israel
- Aeroporto Internacional Ben Gurion - Tel Aviv (TLV)
- Aeroporto Internacional de Ovda - Eilat (VDA)

## Europa

### Portugal e Espanha
- Aeroporto Internacional Humberto Delgado - Lisboa, Portugal (LIS)
- Aeroporto Internacional Francisco Sá Carneiro - Porto, Portugal (OPO)
- Aeroporto Internacional da Madeira Cristiano Ronaldo, Madeira, Portugal (FNC)
- Aeroporto Internacional de Faro - Faro, Algarve, Portugal (FAO)
- Aeroporto Internacional João Paulo II - Ponta Delgada, Açores, Portugal (PDL)
- Aeroporto Internacional das Lajes - Lajes (Praia da Vitória), Açores, Portugal (TER)
- Aeroporto Internacional Adolfo Suárez-Barajas - Madrid, Espanha (MAD)
- Aeroporto Internacional de Barcelona - Barcelona, Espanha (BCN)
- Aeroporto Internacional de Palma de Maiorca-Son Sant Joan - Palma de Maiorca, Baleares, Espanha (PMI)
- Aeroporto Internacional de Gran Canária - Las Palmas, Gran Canária, Espanha (LPA)
- Aeroporto Internacional de Sevilha - Sevilha, Andaluzia, Espanha (SVQ)
- Aeroporto de Málaga-Costa del Sol - Málaga, Andaluzia, Espanha (AGP)
- Aeroporto Internacional de Tenerife - Tenerife, Canárias, Espanha (TFN)
- Aeroporto Internacional de Manises - Valência, Valenciana, Espanha (VLC)
- Aeroporto Internacional de Ibiza - Ibiza, Baleares, Espanha (IBZ)
- Aeroporto Internacional de Santiago de Compostela - Santiago de Compostela, Galiza, Espanha (SCQ)
- Aeroporto Internacional de Santa Maria - Ilha de Santa Maria, Açores Portugal (SMA)

| Continente | País     | Localização                      | Nome                                                                                                  | IATA |
| ---------- | -------- | -------------------------------- | --- | ---- |
| Europa     | Portugal | Lisboa                           | Aeroporto Internacional Humberto Delgado - Lisboa, Portugal (LIS)                                     | LIS  |
| Europa     | Portugal | Porto                            | Aeroporto Internacional Francisco Sá Carneiro - Porto, Portugal (OPO)                                 | OPO  |
| Europa     | Portugal | Madeira                          | Aeroporto Internacional da Madeira Cristiano Ronaldo, Madeira, Portugal (FNC)                         | FNC  |
| Europa     | Portugal | Faro, Algarve                    | Aeroporto Internacional de Faro - Faro, Algarve, Portugal (FAO)                                       | FAO  |
| Europa     | Portugal | Ponta Delgada, Açores            | Aeroporto Internacional João Paulo II - Ponta Delgada, Açores, Portugal (PDL)                         | PDL  |
| Europa     | Portugal | Lajes (Praia da Vitória), Açores | Aeroporto Internacional das Lajes - Lajes (Praia da Vitória), Açores, Portugal (TER)                  | TER  |
| Europa     | Espanha  | Madrid                           | Aeroporto Internacional Adolfo Suárez-Barajas - Madrid, Espanha (MAD)                                 | MAD  |
| Europa     | Espanha  | Barcelona                        | Aeroporto Internacional de Barcelona - Barcelona, Espanha (BCN)                                       | BCN  |
| Europa     | Espanha  | Palma de Maiorca, Baleares       | Aeroporto Internacional de Palma de Maiorca-Son Sant Joan - Palma de Maiorca, Baleares, Espanha (PMI) | PMI  |
| Europa     | Espanha  | Las Palmas, Gran Canária         | Aeroporto Internacional de Gran Canária - Las Palmas, Gran Canária, Espanha (LPA)                     | LPA  |
| Europa     | Espanha  | Sevilha, Andaluzia               | Aeroporto Internacional de Sevilha - Sevilha, Andaluzia, Espanha (SVQ)                                | SVQ  |
| Europa     | Espanha  | Málaga, Andaluzia                | Aeroporto de Málaga-Costa del Sol - Málaga, Andaluzia, Espanha (AGP)                                  | AGP  |
| Europa     | Espanha  | Tenerife, Canárias               | Aeroporto Internacional de Tenerife - Tenerife, Canárias, Espanha (TFN)                               | TFN  |
| Europa     | Espanha  | Valência, Valenciana             | Aeroporto Internacional de Manises - Valência, Valenciana, Espanha (VLC)                              | VLC  |
| Europa     | Espanha  | Ibiza, Baleares                  | Aeroporto Internacional de Ibiza - Ibiza, Baleares, Espanha (IBZ)                                     | IBZ  |
| Europa     | Espanha  | Santiago de Compostela, Galiza   | Aeroporto Internacional de Santiago de Compostela - Santiago de Compostela, Galiza, Espanha (SCQ)     | SCQ  |
| Europa     | Portugal | Ilha de Santa Maria, Açores      | Aeroporto Internacional de Santa Maria - Ilha de Santa Maria, Açores, Portugal (SMA)                  | SMA  |

##### França, Bélgica e Países Baixos
- Aeroporto Internacional de Orly - Paris, França (ORY)
- Aeroporto Internacional Charles de Gaulle - Paris, França (CDG)
- Aeroporto Internacional de Toulouse-Blagnac - Toulouse, França (TLS)
- Aeroporto Internacional de Lyon - Lyon, França (LYS)
- Aeroporto Internacional de Strasbourg Entzheim - Estrasburgo, França (SXB)
- Aeroporto Internacional de Nice-Côte d'Azur - Nice, França (NCE)
- Aeroporto Internacional de Marseille-Provence - Marselha, França (MRS)
- Euro-Aeroporto de Basel-Mulhouse-Freiburg - Basileia, Suíça / Mulhouse, França / Friburgo, Alemanha (BSL, MLH, EAP)
- Aeroporto Internacional de Bruxelas - Bruxelas, Bélgica (BRU)
- Aeroporto Internacional de Liège - Liège, Bélgica (LGG)
- Aeroporto Internacional de Antuérpia - Antuérpia, Bélgica (ANR)
- Aeroporto Internacional de Amsterdão Schiphol - Amesterdão, Países Baixos (AMS)
- Aeroporto Internacional de Eindhoven - Eindhoven, Países Baixos (EIN)
- Aeroporto Internacional de Roderdã-Haia - Roterdão, Países Baixos (RTM)

| Continente | País                     | Localização                  | Nome                                           | IATA          |
| ---------- | ------------------------ | ---------------------------- | ---------------------------------------------- | ------------- |
| Europa     | França                   | Paris                        | Aeroporto Internacional de Orly                | ORY           |
| Europa     | França                   | Paris                        | Aeroporto Internacional Charles de Gaulle      | CDG           |
| Europa     | França                   | Toulouse                     | Aeroporto Internacional de Toulouse-Blagnac    | TLS           |
| Europa     | França                   | Lyon                         | Aeroporto Internacional de Lyon                | LYS           |
| Europa     | França                   | Estrasburgo                  | Aeroporto Internacional de Strasbourg Entzheim | SXB           |
| Europa     | França                   | Nice                         | Aeroporto Internacional de Nice-Côte d'Azur    | NCE           |
| Europa     | França                   | Marselha                     | Aeroporto Internacional de Marseille-Provence  | MRS           |
| Europa     | Suíça/França/Alemanha    | Basileia/ Mulhouse/ Friburgo | Euro-Aeroporto de Basel                        | BSL, MLH, EAP |
| Europa     | Bélgica                  | Bruxelas                     | Aeroporto Internacional de Bruxelas            | BRU           |
| Europa     | Bélgica                  | Liège                        | Aeroporto Internacional de Liège               | LGG           |
| Europa     | Bélgica                  | Antuérpia                    | Aeroporto Internacional de Antuérpia           | ANR           |
| Europa     | Amsterdã (Países Baixos) | Amesterdão                   | Aeroporto Internacional de Amsterdão Schiphol  | AMS           |
| Europa     | Países Baixos            | Eindhoven                    | Aeroporto Internacional de Eindhoven           | EIN           |
| Europa     | Países Baixos            | Roterdão                     | Aeroporto Internacional de Roderdã-Haia        | RTM           |

### Reino Unido, Irlanda, Escandinávia, Rússia e Moldávia
- Aeroporto Internacional de Heathrow - Londres, Reino Unido (LHR)
- Aeroporto Internacional Gatwick - Londres, Reino Unido (LGW)
- Aeroporto Internacional de Dublin - Dublin, Irlanda (DUB)
- Aeroporto Internacional de Copenhague - Copenhague, Dinamarca (CPH)
- Aeroporto Internacional Arlanda - Estocolmo, Suécia (ARN)
- Aeroporto de Oslo - Oslo, Noruega (OSL)
- Aeroporto Internacional Vantaa - Helsinki, Finlândia (HEL)
- Aeroporto Internacional Sheremetyevo - Moscou, Rússia (SVO)
- Aeroporto Internacional de Chişinău - Chişinău, Moldávia (AIM)

| Continente | País        | Localização | Nome                                  | IATA |
| ---------- | ----------- | ----------- | ------------------------------------- | ---- |
| Europa     | Reino Unido | Londres     | Aeroporto Internacional de Heathrow   | LHR  |
| Europa     | Reino Unido | Londres     | Aeroporto Internacional Gatwick       | LGW  |
| Europa     | Irlanda     | Dublin      | Aeroporto Internacional de Dublin     | DUB  |
| Europa     | Dinamarca   | Copenhague  | Aeroporto Internacional de Copenhague | CPH  |
| Europa     | Suécia      | Estocolmo   | Aeroporto Internacional Arlanda       | ARN  |
| Europa     | Noruega     | Oslo        | Aeroporto de Oslo                     | OSL  |
| Europa     | Finlândia   | Helsinki    | Aeroporto Internacional Vantaa        | HEL  |
| Europa     | Rússia      | Moscou      | Aeroporto Internacional Sheremetyevo  | SVO  |
| Europa     | Moldávia    | Chişinău    | Aeroporto Internacional de Chişinău   | AIM  |

### Alemanha, Áustria, Suíça, Itália e Polônia
- Aeroporto Berlin-Tegel - Berlim, Alemanha (TXL)
- Aeroporto Internacional de Frankfurt - Frankfurt, Alemanha (FRA)
- Aeroporto de Munique-Franz Josef Strauss - Munique, Alemanha (MUC)
- Aeroporto Internacional de Viena - Viena, Áustria (VIE)
- Aeroporto de Zurique - Zurique, Suíça (ZRH)
- Aeroporto Cointrin - Genebra, Suíça (GVA)
- Aeroporto Internacional de Milão-Malpensa - Milão, Itália (MXP)
- Aeroporto Linate - Milão, Itália (LIN)
- Aeroporto Internacional Fiumicino - Roma, Itália (FCO)
- Aeroporto de Roma Ciampino - Roma, Itália (CIA)
- Aeroporto Marco Polo - Veneza, Itália (VCE)
- Aeroporto Peretola - Florença, Itália (FLR)
- Aeroporto Internacional Okęcie - Varsóvia, Polónia (WAW)

| Continente | País     | Localização | Nome                                      | IATA |
| ---------- | -------- | ----------- | ----------------------------------------- | ---- |
| Europa     | Alemanha | Berlim      | Aeroporto Berlin-Tegel                    | TXL  |
| Europa     | Alemanha | Frankfurt   | Aeroporto Internacional de Frankfurt      | FRA  |
| Europa     | Alemanha | Munique     | Aeroporto de Munique-Franz Josef Strauss  | MUC  |
| Europa     | Áustria  | Viena       | Aeroporto Internacional de Viena          | VIE  |
| Europa     | Suíça    | Zurique     | Aeroporto de Zurique                      | ZRH  |
| Europa     | Suíça    | Genebra     | Aeroporto Cointrin                        | GVA  |
| Europa     | Itália   | Milão       | Aeroporto Internacional de Milão-Malpensa | MXP  |
| Europa     | Itália   | Milão       | Aeroporto Linate                          | LIN  |
| Europa     | Itália   | Roma        | Aeroporto Internacional Fiumicino         | FCO  |
| Europa     | Itália   | Roma        | Aeroporto de Roma Ciampino                | CIA  |
| Europa     | Itália   | Veneza      | Aeroporto Marco Polo                      | VCE  |
| Europa     | Itália   | Florença    | Aeroporto Peretola                        | FLR  |
| Europa     | Polónia  | Varsóvia    | Aeroporto Internacional Okęcie            | WAW  |

### Grécia, Turquia e Leste Europeu
- Aeroporto Internacional Eleftherios Venizelos - Atenas, Grécia (ATH)
- Aeroporto Internacional Ataturk - Istambul, Turquia (IST)
- Aeroporto Internacional Pleso - Zagreb, Croácia (ZAG)
- Aeroporto Internacional Butmir - Sarajevo, Bósnia (SJJ)
- Aeroporto Internacional de Belgrado - Belgrado, Sérvia (BEG)
- Aeroporto Internacional de Kiev-Boryspil - Kiev, Ucrânia (KBP)
- Aeroporto Internacional Vrazhdebna - Sófia, Bulgária (SOF)
- Aeroporto Internacional Otopeni - Bucareste, Romênia (OTP)
- Aeroporto de Budapeste Ferenc Liszt - Budapeste, Hungria (BUD)
- Aeroporto Internacional Ruzyne - Praga, República Tcheca (PRG)

| Continente | País             | Localização | Nome                                                                 | IATA |
| ---------- | ---------------- | ----------- | -------------------------------------------------------------------- | ---- |
| Europa     | Grécia           | Atenas      | Aeroporto Internacional Eleftherios Venizelos - Atenas, Grécia (ATH) | ATH  |
| Europa     | Turquia          | Istambul    | Aeroporto Internacional Ataturk - Istambul, Turquia (IST)            | IST  |
| Europa     | Croácia          | Zagreb      | Aeroporto Internacional Pleso - Zagreb, Croácia (ZAG)                | ZAG  |
| Europa     | Bósnia           | Sarajevo    | Aeroporto Internacional Butmir - Sarajevo, Bósnia (SJJ)              | SJJ  |
| Europa     | Sérvia           | Belgrado    | Aeroporto Internacional de Belgrado - Belgrado, Sérvia (BEG)         | BEG  |
| Europa     | Ucrânia          | Kiev        | Aeroporto Internacional de Kiev-Boryspil - Kiev, Ucrânia (KBP)       | KBP  |
| Europa     | Bulgária         | Sófia       | Aeroporto Internacional Vrazhdebna - Sófia, Bulgária (SOF)           | SOF  |
| Europa     | Romênia          | Bucareste   | Aeroporto Internacional Otopeni - Bucareste, Romênia (OTP)           | OTP  |
| Europa     | Hungria          | Budapeste   | Aeroporto de Budapeste Ferenc Liszt - Budapeste, Hungria (BUD)       | BUD  |
| Europa     | República Tcheca | Praga       | Aeroporto Internacional Ruzyne - Praga, República Tcheca (PRG)       | PRG  |

## Oceania
- Número de aeroportos - 18 aeroportos
- País com maior número de aeroportos - Austrália
- Aeroporto mais movimentado - Aeroporto Internacional de Sydney
- Número de países - 5 países